# Valentina Jegorova
Valentina Mihajlovna Jegorova (rusko Валентина Михайловна Егорова), ruska atletinja *, 16. februar 1964, Čeboksari, Sovjetska zveza.
Nastopila je na poletnih olimpijskih igrah v letih 1992, 1996 in 2000. Uspeh kariere je dosegla leta 1992 z osvojitvijo naslova olimpijske prvakinje v maratonu, leta 1996 je bila v tej disciplini srebrna. V letih 1993 in 1994 je osvojila Tokijski maraton.